# Edmundas
Edmundas ist ein litauischer männlicher  Vorname, abgeleitet von Edmund.

## Personen
- Edmundas Gedvila (* 1943), Unternehmer und Politiker, Bürgermeister von Jonava
- Edmundas Grigaliūnas (1952–2009), Politiker, Bürgermeister von Joniškis
- Edmundas Kibirkštis (* 1947), Ingenieurwissenschaftler und Professor der Mechanik
- Edmundas Zenonas Malūkas (* 1945), Politiker, Bürgermeister von Trakai
- Edmundas Pupinis (* 1964), Politiker, Mitglied des Seimas, Bürgermeister
- Edmundas Simanaitis (1929–2017), Politiker, Bürgermeister von Jonava (1995–1997), Verteidigungsvizeminister (1997–2000)
- Edmundas Žilevičius (* 1955), Politiker, Finanzvizeminister